# Lunch Boxes & Choklit Cows
Lunch Boxes & Choklit Cows (с англ. — «Коробки для ланчей и шоколадные коровы») — альбом-сборник ранее неизданных демозаписей песен группы «Marilyn Manson» (известной тогда как «Marilyn Manson & The Spooky Kids»), записанных в начале 1990-х, издан в 2004 году.

## Об альбоме
Первый гитарист группы Скотт Путески (Дейзи Берковиц) получил права на эти песни, а также на 11 других записей в деле против Брайана Уорнера (Мэрилин Мэнсон), и объявил о том, что это только первый релиз в запланированной серии CD Spooky Kids. Некоторые песни на сборнике были выпущены раньше на демо-кассетах, несколько других — вообще никогда не издавались. Все песни на сборнике подверглись цифровому ремастерингу, и, по словам Путески, теперь звучат значительно лучше, нежели они звучали в демоверсиях.
Сборник был укомплектован бонусным DVD и немного другой обложкой. На оригинальной обложке было изображено 5 «мультяшных» изображений участников «Marilyn Manson & The Spooky Kids», нарисованных Мэнсоном. Однако, после окончания судебного разбирательства Путески убрал оригинальную обложку и DVD (на котором были съёмки, в которых присутствовали Уорнер и Стефен Биер), а потом переиздал CD. Обложка переизданного CD в точности такая же, как и её оригинал, за исключением отсутствия на нём «мультяшечных героев».
Копии оригинальной версии с DVD и оригинальной обложкой изредка появляются на сайтах eBay и Amazon, но, как раритет, имеют тенденцию стоить немалую сумму денег.

## Список композиций

### CD
1. «Red (in My) Head» — 4:24 (записана в январе 1990 на демо «Big Black Bus»)
2. «Dune Buggy» — 4:20 (записана в августе 1990 на демо «Grist-o-Line»)
3. «Insect Pins» — 5:48 (записана в феврале 1993)
4. «Learning to Swim» — 4:11 (записана в марте 1991 на демо «Lunchbox»)
5. «Negative Three» — 4:38 (записана в декабре 1991 на демо «After School Demo»)
6. «Meat for a Queen» — 3:02 (записана в августе 1990 на демо «Grist-o-Line»)
7. «White Knuckles» — 2:24 (записана в январе 1990 на демо «Big Black Bus»)
8. «Scaredy Cat» — 3:22 (записана в ноябре 1993)
9. «Thingmaker» [Live] — 4:12 (записана на одной из репетиций в июле 1992; входила в демо «The Family Jams»)
10. «Thrift» [Live] — 6:24 (записана на одной из репетиций в июле 1992; входила в демо «Refrigerator»)

### бонусныйDVD
1. «White Knuckles» (Live footage)
2. «Meat for a Queen» (Live footage)
3. «Dune Buggy» (Live footage)
4. «Spooky Gallery»

## Участники записи
- Mr. Manson — вокал
- Daisy Berkowitz — гитара
- Madonna Wayne Gacy — клавишные
- Gidget Gein — бас-гитара
- Sara Lee Lucas — ударные
- Paul Klein — исполнительный продюсер
- Mike Fuller — мастеринг
- Rama Barwick — координатор проекта
- Sharon Slade — координатор проекта
- Aldo Venturacci — художник
- Sean Weeks — дизайнер